# Megadyptes
A Megadyptes a madarak (Aves) osztályának pingvinalakúak (Sphenisciformes) rendjébe, ezen belül a pingvinfélék (Spheniscidae) családjába és a Spheniscinae alcsaládjába tartozó nem.

## Kifejlődésük
A sejtmag- és a mitokondriális DNS-vizsgálatok alapján a Megadyptes madárnem, körülbelül 15 millió éve, azaz a középső miocénben vált le a többi pingvinek főágáról, illetve a legközelebbi rokoncsoportjától, az Eudyptes nemtől, madárnem mely a bóbitás pingvineket foglalja magába.

## Rendszerezés
A nembe az alábbi 1 recens faj és 1 kihalt faj tartozik:
- sárgaszemű pingvin (Megadyptes antipodes) (Hombron & Jacquinot, 1841)[2] - típusfaj
- †Megadyptes waitaha Boessenkool et al., 2009[3]